# 2gether: The Series
2gether: The Series är en thailändsk TV-serie som sändes på GMM 25 från 21 februari till 15 maj 2020.

## Rollista (i urval)
- Metawin Opas-iamkajorn (Win) som Tine Teepakorn
- Vachirawit Chiva-aree (Bright) som Sarawat Guntithanon